# Torpa (Östergötland)
Torpa est un village de la municipalité d'Ydre, dans le comté d'Östergötland. Il se situe dans la province d'Östergötland, sur le lac Sommen. Le nom du village est attesté pour la première fois en 1281 comme Thorpum, ce qui signifie « nouvelle colonie ». 